# Première Période intermédiaire
vers -2200 – vers -2030
Entités précédentes :
- Ancien Empire

Entités suivantes :
- Moyen Empire

La Première Période intermédiaire est une séquence historique de l'Égypte antique, à cheval sur les XXIIe siècle et XXIe siècle avant notre ère, qui s'étend sur environ cent cinquante ans entre la fin de l'Ancien Empire et le début du Moyen Empire. Elle est marquée par de nombreux problèmes socio-politiques et correspond à une déliquescence du pouvoir pharaonique. Elle comprend les obscures VIIe et VIIIe dynasties, sans doute formées de descendants du roi Pépi II, les IXe et Xe dynasties dites héracléopolitaines, et une partie de la XIe dynastie originaire de Thèbes. On dispose de très peu de monuments de cette époque, surtout de son début.
La Première Période intermédiaire est un temps où le territoire égyptien est partagé en deux zones d'influences. Le Nord en proie à des infiltrations de bédouins originaires du Proche-Orient est plus ou moins bien contrôlé depuis Héracléopolis, une ville de la Moyenne-Égypte. Au Sud, l'autorité appartient aux nomarques de Thèbes, qui se sont proclamés rois. Ces derniers parviennent à s'imposer militairement aux termes de nombreux combats et échauffourées, entraînant la réunification de l'Égypte sous le pouvoir du thébain Montouhotep II.

## Chute de l'Ancien Empire
Les causes de la chute de l'Ancien Empire sont multiples, mais certaines restent encore purement hypothétiques. L'une des raisons souvent évoquées est le très long règne de Pépi II (peut-être 94 années), le dernier grand pharaon de la VIe dynastie. Comme il règne depuis son enfance jusqu'à un âge très avancé, il laisse derrière lui une nombreuse descendance. Ses héritiers, fils et petits-fils, se disputant le pouvoir, la succession au trône devient problématique, voire chaotique. Le pouvoir monarchique se serait alors désintégré à cause de la mésentente au sein de la famille royale.
Un autre problème majeur est la montée en puissance des nomarques provinciaux. À la fin de l'Ancien Empire, la fonction de nomarque devient héréditaire. Le pays se morcèle alors en plusieurs zones d'influence de type féodal, chaque dynastie provinciale accroissant localement son pouvoir au détriment du pouvoir pharaonique. Les nomarques se jalousent entre eux, entraînant des conflits entre provinces voisines.
La troisième raison de la dissolution de la royauté centralisée tient peut-être aussi à une succession de faibles niveaux d'inondation du Nil, liés à un climat devenu plus sec (événement climatique de 4200 AP). La baisse des rendements agricoles, entraînée par la baisse des niveaux des crues du Nil, aurait abouti à une période de famine endémique, puis à des troubles sociaux.

## Une période de développement économique
Bien que marquant un net affaiblissement du pouvoir pharaonique au profit des nombreuses puissances locales dominées par Thèbes et Hérakléopolis, la Première Période intermédiaire n'est pas une période de régression économique[réf. nécessaire]. On observe en effet à cette époque un accroissement des échanges commerciaux et un partage des richesses effectué entre davantage de personnes que lors de l'Ancien Empire. Ainsi l'archéologie rend-elle compte d'un essor continu des villes durant les cent-cinquante ans de la période : à Éléphantine, près de la première cataracte, on trouve les signes d'une administration importante tandis que les tombes des dignitaires sont toujours richement décorées ; Edfou en Haute-Égypte a doublé de surface ; enfin Kôm-el-Hisn dans le delta occidental est resté une ville marchande active. Par rapport à l'Ancien Empire, on observe ainsi un essor des gouverneurs locaux au détriment du pharaon, qui aboutiront lors du Moyen Empire à des rivalités entre pouvoir royal et pouvoirs locaux.

## Les VIIe et memphites

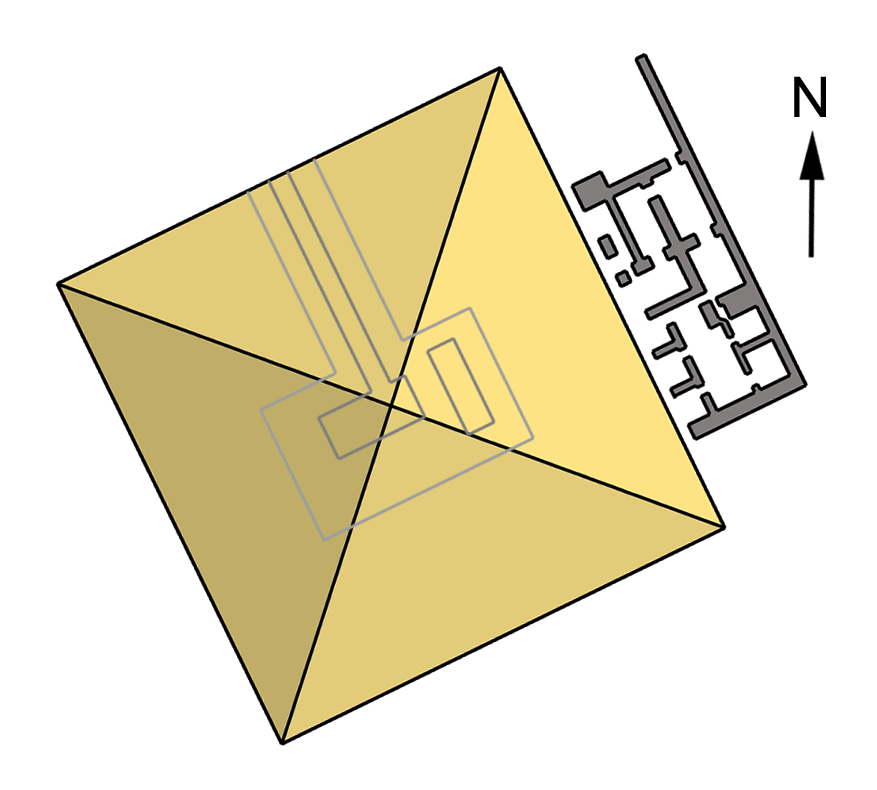
Plan de la pyramide de Qakarê-Ibi.

## LesVIIeetVIIIedynastiesmemphites
Les VIIe et VIIIe dynasties sont très souvent négligées, car les souverains de cette période sont très peu connus. Manéthon, un prêtre historien de l'époque ptolémaïque, décrit la VIIe dynastie comme une succession de soixante-dix rois en soixante-dix jours. Il s'agit bien sûr d'une exagération pour décrire la désorganisation de la royauté et la gravité de la situation de ce temps. L'existence de la VIIIe dynastie est plus certaine et compte entre dix-sept et vingt-cinq rois très peu documentés. Il s'agit peut-être de descendants de la VIe dynastie. Ils ont la prétention de gouverner tout le pays depuis Memphis, mais dans les faits leur influence ne doit certainement pas dépasser les murs de leur ville. On sait peu de choses sur ces deux dynasties car les preuves textuelles ou architecturales manquent. Quelques objets ont cependant été trouvés, comme des scarabées attribués au roi Néferkarê II de la VIIe dynastie. Le roi Ouadjkarê a laissé un décret d'exemption fiscale et le roi Qakarê Ibi de la VIIIe dynastie s'est fait inhumer dans une petite pyramide à Saqqarah. Cette construction, aujourd'hui ravagée, devait à peine dépasser les vingt mètres de haut. La chambre funéraire est aussi la dernière à bénéficier de la magie des Textes des pyramides.

## Les rois héracléopolitains

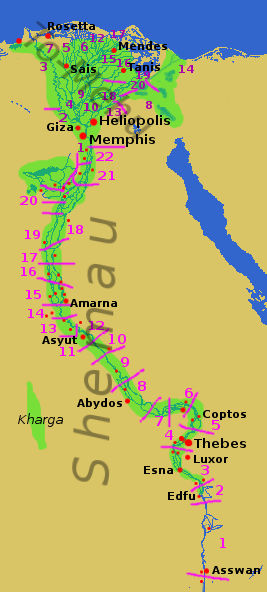
Carte des nomes de l'Égypte antique.

Après les règnes obscurs des rois des VIIe et VIIIe dynasties, un groupe de dirigeants issu d'Héracléopolis, en Moyenne-Égypte, parvient à s'imposer dans le nord du pays pendant quelque cent-vingt années. Les IXe et Xe dynasties sont regroupées sous l'appellation de « dynasties héracléopolitaines » car il est difficile d'attribuer avec certitude les rois à une dynastie ou à une autre. Ces rois sont supposés être les descendants d'envahisseurs libyens venus en Égypte à partir de l'ouest, à travers la région du Fayoum. Ils ont comme capitale la ville d'Héracléopolis, située au sud du Fayoum et métropole du 20e nome de Haute-Égypte. La première lignée a sans doute été fondée par le roi Meribrê Khety Ier. Manéthon l'appelle Achtoes et le dépeint comme un tyran qui finit dévoré par un crocodile. Il est possible que cette lignée ait réussi à contrôler tout le pays durant un court laps de temps. Les deux autres rois que l'on peut rattacher à cette dynastie sont Mérikarê Ier et Khéty II. Ils tentent tous de réunir sous leur sceptre l'ensemble du pays. Dans cette tâche difficile, ils sont soutenus par les princes d'Assiout (13e nome de Haute-Égypte) et d'Hermopolis (15e nome de Haute-Égypte). Ils tentent aussi de chasser les nomades venus du Proche-Orient hors du delta du Nil. La Xe dynastie, toujours située à Héracléopolis, n'est que le prolongement de la précédente. Elle aurait eu comme premier roi Meribrê Khety. Les autres souverains clairement identifiés sont Nebkaourê Khety et Mérikarê II. La réalité du pouvoir de cette ville est cependant difficile à établir, en particulier avant le règne de Mérikarê : on trouve peu de vestiges archéologiques à Héracléopolis qui attestent d'un pouvoir fort, et peu de références aux rois héracléopolitains dans les autres villes de Moyenne et de Basse-Égypte.

## Les rois thébains
Au moment où se fonde la IXe dynastie dans le Nord, une autre lignée, la XIe dynastie, émerge dans le Sud, autour de Thèbes en Haute-Égypte et avec Montouhotep l'Ancien comme ancêtre fondateur. Pendant plus de cent ans, les dynasties héracléopolitaines s'opposent à celles du Sud, chacune progressant ou régressant selon le jeu des alliances avec les nomarques de Moyenne-Égypte.
Pour réduire ses rivaux thébains, le roi héracléopolitain Néferkarê VII tente de les prendre en tenaille. Il s'allie pour ce faire avec l'un des personnages les plus importants de ce temps, le nomarque Ânkhtyfy de Hiéraconpolis (3e nome de Haute-Égypte). Ânkhtyfy ne s'attaque pas directement à Thèbes, mais choisit de porter ses coups sur l'un de ses alliés, le nomarque Khoui d'Edfou (2e nome de Haute-Égypte). L'opération réussit et Ânkhtyfy s'attribue le territoire du vaincu. Après cela, il s'allie avec le nomarque d'Éléphantine (1er nome de Haute-Égypte) pour attaquer directement Thèbes et leurs alliés de Coptos (5e nome de Haute-Égypte). Ânkhtyfy connait quelques succès, mais son offensive est finalement suspendue, le pays étant paralysé par la famine. Les historiens remettent cependant en question la loyauté d'Ânkhtyfy, et tendent à le considérer comme un chef de guerre local indépendant.
La rivalité entre les deux pouvoirs donne lieu à de nombreuses échauffourées, surtout au nord d'Abydos. Trois nomarques thébains, autoproclamés rois et appelés Antef, entrent en lutte avec les souverains d'Héracléopolis. Antef Ier Sehertaouy, « le Pacificateur des Deux Terres », a des prétentions sur tout le pays mais son influence se limite à Thèbes. Son frère, Antef II Ouahânkh, « Fort dans la vie », règne durant près de cinquante ans. Le nordiste Khéty III lutte contre lui pour s'emparer d'Abydos, la prestigieuse cité du dieu Osiris. Mais après avoir à nouveau perdu cette ville, Khéty III conclut une trêve avec Antef II pour se consacrer à la mise en valeur de ses terres et pour réguler les flux de nomades dans le delta.
Après la mort d'Ânkhtyfy, Antef II réussit à prendre le contrôle des territoires situés autour de la première cataracte. Il parvient aussi à repousser sa frontière du nord jusqu'à Antaeopolis, après s'être emparé de la ville d'Abydos. Son fils Antef III Nakhtnebtepnéfer, « champion parfait et fort », ne règne que neuf ans mais réussit à repousser sa frontière jusqu'à Assiout. Ces trois Antef se font tous enterrer à Dra Abou el-Naga, sur la rive gauche du Nil à Thèbes.
Le règne de Montouhotep II, « Montou est satisfait », est marqué par la guerre, surtout dans sa première partie. On peut se faire une idée de l'armée égyptienne de ce temps grâce au matériel funéraire du général Mésehti. Celui-ci se fait enterrer à Assiout avec deux ensembles de soldats de bois en modèle réduit. L'un des groupes représente des lanciers égyptiens, l'autre des archers nubiens. En l'an 14 de son règne, Montouhotep II doit mater une révolte à Abydos. Débute alors une série de combats qui aboutissent en l'an 39 à la prise de contrôle de l'Égypte tout entière. Le pays unifié, Montouhotep II change son Nom d'Horus et se proclame « l'unificateur des Deux Terres » (vers -2030). Cette date marque le début du Moyen Empire. Cependant la séparation entre une Première Période intermédiaire chaotique et un Moyen Empire stable est aujourd'hui considérée comme une opération de propagande de Montouhotep II, destinée à légitimer sa prise de pouvoir sur l'ensemble de l'Égypte.

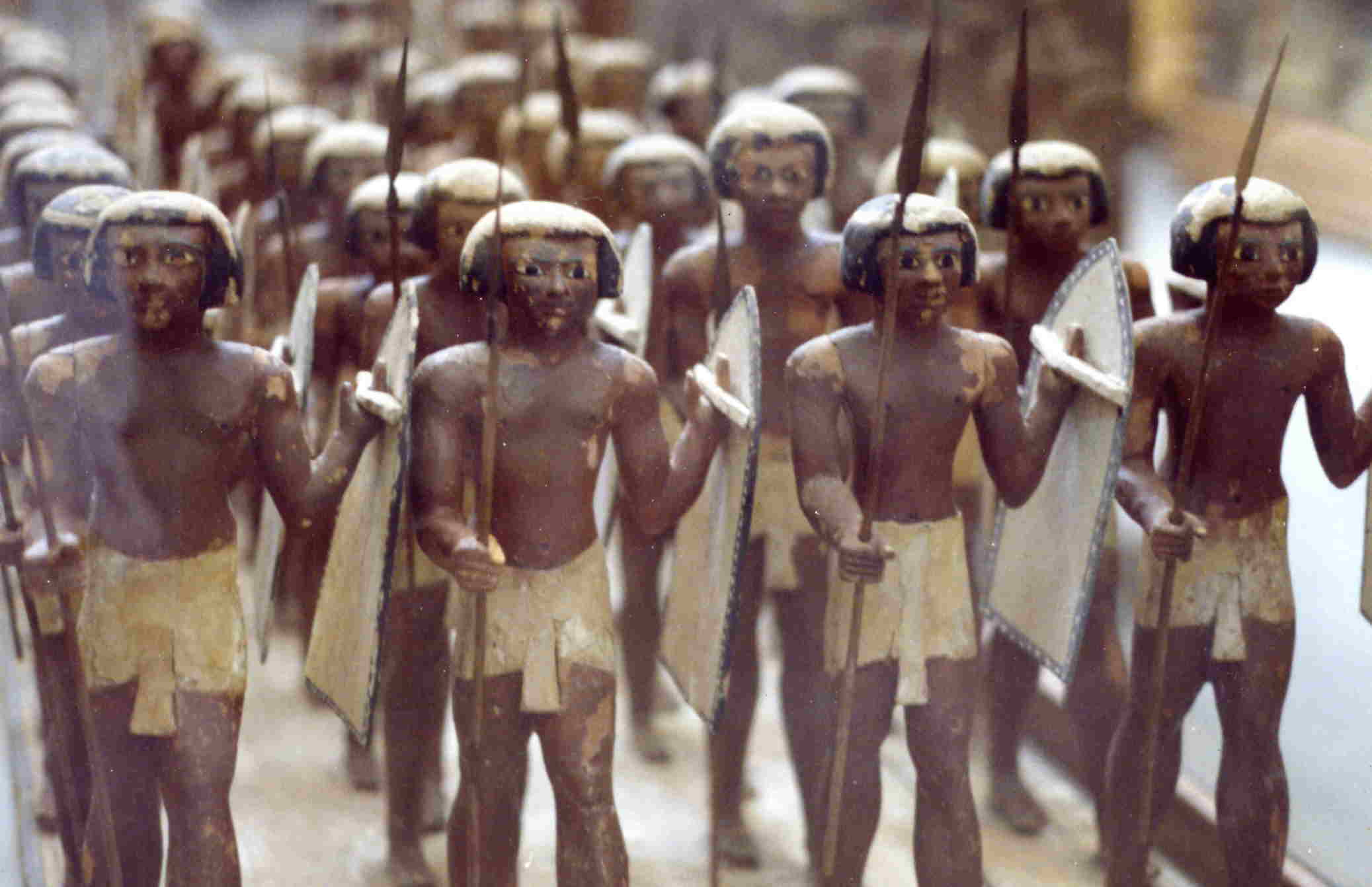
Soldats miniatures de Mésheti.Musée égyptien du Caire
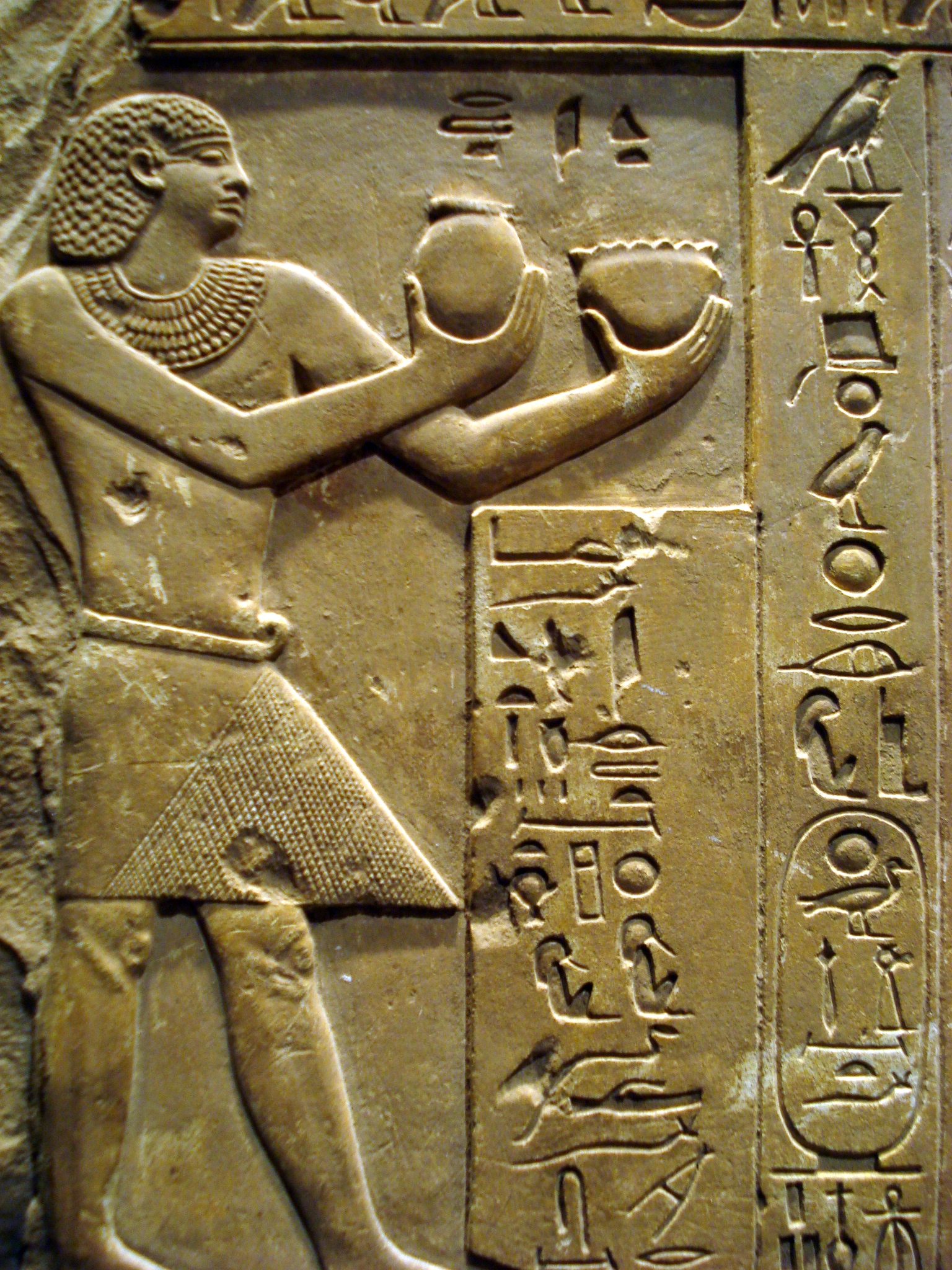
Stèle funéraire d'Antef II,Metropolitan Museum of Art.
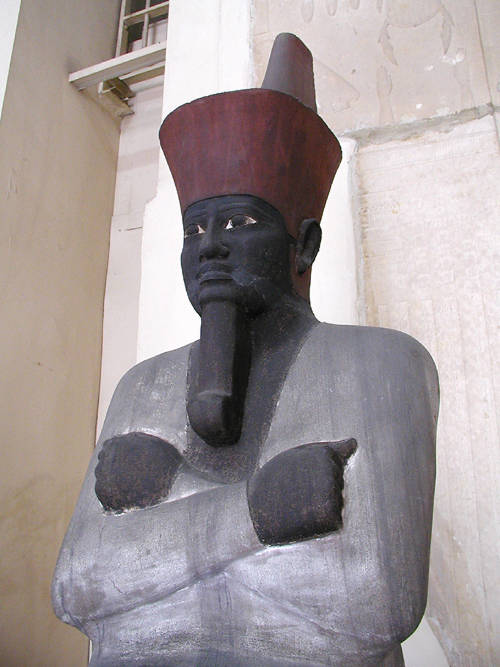
Statue osirienne de Montouhotep II,Musée du Caire.